# Boschi (Ferriere)
Boschi è una frazione del comune italiano di Ferriere, in provincia di Piacenza, nell'Emilia-Romagna, sita in val d'Aveto, al confine con la Liguria, in corrispondenza dell'omonima diga.

## Geografia fisica

### Territorio
Situato sulla destra orografica del torrente Aveto, il centro abitato è posto ad un'altezza di 766 m s.l.m. fra il Rio Remorano, che delimita a sud il confine regionale fra Emilia-Romagna e Liguria, e il Rio Carisasca, interamente in comune di Ferriere. Il centro abitato è posto in pendenza, così come il territorio circostante che è stato, però, terrazzato ottenendo spazi pianeggianti abbastanza ampi.
La costruzione, negli anni '20 del XX secolo, della diga di Boschi ha portato alla nascita di un lago artificiale lungo il corso del torrente Aveto, denominato lago di Boschi, lungo circa 2 km con una profondità massima di 30 m e una capienza di 1200000 m³.

### Clima
Il clima, condiviso col resto della valle, è caratterizzato da estati non troppo calde ed inverni che presentano abbondanti piogge con nevicate poco frequenti ed episodi di gelate fino a primavera.

## Storia
Il nome Boschi deriva dalla forte presenza di boschetti, in particolare castagneti, presenti nella zona.
Il territorio ha sempre seguito le sorti della valle: abitato sin dall'antichità dai Liguri, fu conquistato nel II secolo a.C. da Roma. Durante il Medioevo passò con tutta la valle alla Contea di Bobbio, poi ai Malaspina e infine, col resto dei territori ancora emiliani, seguì le sorti di Piacenza, unendosi col plebiscito del 1848 al Regno d'Italia. Dal 1815 al 1859 Boschi fu zona di confine con la provincia di Bobbio del Regno di Sardegna, dal 1859 al 1923 fu zona di confine con il circondario di Bobbio della provincia di Pavia, mentre a partire dal 1923 con il comune di Santo Stefano d'Aveto, in provincia di Genova.
Tra gli anni '10 e il 1920, gli abitanti di Boschi e delle limitrofe frazioni di Castagnola e Torrio chiesero il distacco delle frazioni dal comune di Ferriere e la loro aggregazione al comune di Santo Stefano d'Aveto, posto nella stessa vallata e più agevolmente raggiungibile. Tuttavia l'iter per il cambio di comune venne abortito a causa del mancato invio della domanda degli elettori a seguito di un errore di trasmissione.
Negli anni '20 venne costruita una diga sul torrente Aveto per alimentare la produzione della centrale idroelettrica posta più a valle, a Salsominore, dando origine al lago artificiale di Boschi.
Il paese, che in passato contava un centinaio di abitanti, conobbe uno sviluppo demografico nella prima metà del XX secolo, quando la costruzione e la manutenzione della diga impiegò numerosi operai locali, a differenza di molti altri abitati della valle e di quelle limitrofe che furono interessate da forti migrazioni verso l'estero sin dal XIX secolo. Negli anni '30 abitavano a Boschi 98 persone.
Durante la II guerra mondiale la valle ospitò truppe partigiane e l'abitato fece parte della Repubblica di Bobbio.
In seguito la frazione è stata anch'essa interessata dal fenomeno dello spopolamento: nel 2001 abitavano a Boschi 22 persone, poi ulteriormente ridottesi fino ad avere un unico abitante stabile, mentre d'estate la frazione si popola di vecchi abitanti che, pur essendosi trasferiti nelle città, hanno mantenuto una casa in paese.

## Monumenti e luoghi d'interesse
- Oratorio di San Giovanni Battista: realizzato tra la fine del XIX secolo e l'inizio del secolo successivo, forse recuperando materiali da un edificio preesistente, come testimoniato da un'indicazione riportante l'anno 1835 posta all'esterno, dipende dalla parrocchia di Castagnola[6].

## Società

### Lingua e dialetti
Nella zona è parlato un dialetto locale, che può riscontrare differenze con quello dei paesi vicini e che soprattutto è più simile ai dialetti genovesi che a quelli piacentini, data la vicinanza e all'assenza di un confine naturale con la Liguria.

## Economia
La zona, come tutta la valle, è stata sempre dedita alla pastorizia, sostituita solo recentemente dall'allevamento di bovini. L'animale più allevato è stato infatti, fino agli anni '50-'60 del XX secolo, la capra, molto meno esigente delle vacche, che solo pochi potevano permettersi. Oltre alla coltivazione di ortaggi e alberi da frutto, specialmente ciliegi, l'intera valle poteva contare su un immenso patrimonio di castagneti, ormai del tutto inutilizzato se non come svago e in gran parte irrecuperabile. In località Costa è oggi presente un pascolo estivo per le mucche, un piccolo terreno dedito all'apicoltura (10 arnie), un piccolo allevamento di asini e uno di conigli. Questi terreni sono gli unici rimasti utilizzati come pascoli, mentre il resto della fascia fra l'abitato e la strada, originariamente dedita a prati, è stato in seguito occupata da boschi che si sono espansi nei terreni abbandonati.

## Geografia antropica
Il centro abitato è diviso in tre principali località, separate tra loro da qualche decina di metri di bosco e collegate tramite uno stradello comunale. Esse sono: Boschi, la più grande ed elevata come altitudine, dov'è presente la parrocchia e gran parte del centro abitato, L'Avenà, secondo centro per dimensioni, sito più a nord sulla verticale della diga e Costa, dov'è presente solo una casa agibile ed alcuni ruderi, caratterizzata dalla presenza di prati e boschi terrazzati ed unico punto da cui è visibile l'Aveto.

## Infrastrutture e trasporti
Il centro abitato è raggiungibile tramite una strada comunale che si dirama dalla ex strada statale 586 della Valle dell'Aveto, appena dopo la galleria di Boschi e che, passando per Costa, Boschi (da cui parte una strada per L'Avenà), Torrio e il passo del monte di Mezzo, giunge fino a Santo Stefano d'Aveto, permettendo in alternativa il collegamento con la val Nure, tramite il passo del Crociglia. Sull'ex strada statale, in corrispondenza del bivio per l'abitato, si ferma l'autobus della linea Bobbio-Rezzoaglio.